# Indian Super League 2022/23
Die Indian Super League 2022/23 war die neunte Spielzeit der höchsten indischen Fußballliga. Die Saison begann am 7. Oktober 2022 und endete am 18. März 2023. An der Liga nahmen elf Mannschaften teil. Titelverteidiger war Hyderabad FC.

## Mannschaften
| Mannschaft          | Standort    | Stadion                        | Kapazität |
| ------------------- | ----------- | ------------------------------ | --------- |
| Mohun Bagan AC      | Kolkata     | Yuba Bharati Krirangan         | 68.000    |
| Bengaluru FC        | Bengaluru   | Sree-Kanteerava-Stadion        | 24.000    |
| Chennaiyin FC       | Chennai     | Jawaharlal Nehru Stadium       | 40.000    |
| East Bengal Club    | Kolkata     | Yuba Bharati Krirangan         | 68.000    |
| FC Goa              | Margao      | Fatorda-Stadion                | 19.800    |
| Hyderabad FC        | Hyderabad   | Gachibowli-Stadion             | 32.000    |
| Jamshedpur FC       | Jamshedpur  | JRD Tata Sports Complex        | 24.424    |
| Kerala Blasters FC  | Kochi       | Jawaharlal Nehru Stadium       | 60.500    |
| Mumbai City FC      | Mumbai      | Mumbai Football Arena          | 18.000    |
| NorthEast United FC | Guwahati    | Indira Gandhi Athletic Stadium | 23.850    |
| Odisha FC           | Bhubaneswar | Kalinga Stadium                | 15.000    |

## Ausländische Spieler
| Mannschaft          | Spieler 1          | Spieler 2            | Spieler 3            | Spieler 4             | Spieler 5           | AFC Spieler          | Ehemalige Spieler                                               |
| ------------------- | ------------------ | -------------------- | -------------------- | --------------------- | ------------------- | -------------------- | --------------------------------------------------------------- |
| Mohun Bagan AC      | Dimitri Petratos   | Hugo Boumous         | Carl McHugh          | Slavko Damjanović     | Federico Gallego    | Brendan Hamill       | Florentin Pogba Joni Kauko                                      |
| Bengaluru FC        | Alan Costa         | Bruno Ramires        | Roy Krishna          | Javi Hernández        | Pablo Pérez         | Aleksandar Jovanovic | Prince Ibara                                                    |
| Chennaiyin FC       | Petar Slišković    | Julius Düker         | Kwame Karikari       | Abdenasser El Khayati | Fallou Diagne       | Vafa Hakhamaneshi    |                                                                 |
| East Bengal Club    | Alex               | Cleiton Silva        | Charalambos Kyriakou | Jake Jervis           | Iván Garrido        | Jordan O’Doherty     | Eliandro                                                        |
| FC Goa              | Noah Sadaoui       | Álvaro Vázquez       | Edu Bedia            | Hernán Santana        | Iker Guarrotxena    | Fares Arnaout        | Marc Valiente                                                   |
| Hyderabad FC        | João Victor        | Bartholomew Ogbeche  | Borja Herrera        | Javier Siverio        | Odei Onaindia       | Joel Chianese        |                                                                 |
| Jamshedpur FC       | Dylan Fox          | Eli Sabiá            | Rafael Crivellaro    | Jay Emmanuel-Thomas   | Daniel Chima Chukwu | Harry Sawyer         | Wellington Priori Peter Hartley                                 |
| Kerala Blasters FC  | Marko Lešković     | Dimitris Diamantakos | Víctor Mongil        | Ivan Kalyuzhnyi       | Adrián Luna         | Apostolos Giannou    |                                                                 |
| Mumbai City FC      | Jorge Pereyra Díaz | Ahmed Jahouh         | Mourtada Fall        | Greg Stewart          | Alberto Noguera     | Rostyn Griffiths     |                                                                 |
| NorthEast United FC | Wilmar Jordán Gil  | Kule Mbombo          | Romain Philippoteaux | Joseba Beitia         |                     | Aaron Evans          | Sylvester Igboun Matt Derbyshire Jon Gaztañaga Michael Jakobsen |
| Odisha FC           | Diego Maurício     | Carlos Delgado       | Pedro Martín         | Saúl Crespo           | Víctor Rodríguez    | Osama Malik          |                                                                 |

## Tabelle
Stand: Saisonende 2022/23
| Pl. | Verein              | Sp. | S  | U | N  | Tore    | Diff. | Punkte |
| --- | ------------------- | --- | -- | - | -- | ------- | ----- | ------ |
| 1.  | Mumbai City FC      | 20  | 14 | 4 | 2  | 054:210 | +33   | 46     |
| 2.  | Hyderabad FC        | 20  | 13 | 3 | 4  | 036:160 | +20   | 42     |
| 3.  | Mohun Bagan AC      | 20  | 10 | 4 | 6  | 024:170 | +7    | 34     |
| 4.  | Bengaluru FC        | 20  | 11 | 1 | 8  | 027:230 | +4    | 34     |
| 5.  | Kerala Blasters FC  | 20  | 10 | 1 | 9  | 028:280 | ±0    | 31     |
| 6.  | Odisha FC           | 20  | 9  | 3 | 8  | 030:320 | −2    | 30     |
| 7.  | FC Goa              | 20  | 8  | 3 | 9  | 036:350 | +1    | 27     |
| 8.  | Chennaiyin FC       | 20  | 7  | 6 | 7  | 036:370 | −1    | 27     |
| 9.  | East Bengal Club    | 20  | 6  | 1 | 13 | 022:380 | −16   | 19     |
| 10. | Jamshedpur FC       | 20  | 5  | 4 | 11 | 021:320 | −11   | 19     |
| 11. | NorthEast United FC | 20  | 1  | 2 | 17 | 020:550 | −35   | 05     |

| Zum Saisonende 2022/23:                                     |
| Indischer Meister und Teilnahme an der AFC Champions League |

Platz 1 bis Platz 6 = Qualifikation für die Indian Super League Play-offs

## Ergebnisse
Die Kreuztabelle stellt die Ergebnisse aller Spiele dieser Saison dar. Die Heimmannschaft ist in der linken Spalte, die Gastmannschaft in der oberen Zeile aufgelistet.
| Saison 2022/23      | MB  | BEN | CHE | EBC | GOA | HYD | JAM | KB  | MC  | NEU | ODI |
| ------------------- | --- | --- | --- | --- | --- | --- | --- | --- | --- | --- | --- |
| Mohun Bagan AC      |     | 1:2 | 1:2 | 2:0 | 2:1 | 1:0 | 1:0 | 2:1 | 0:1 | 2:1 | 2:0 |
| Bengaluru FC        | 0:1 |     | 3:1 | 0:1 | 3:1 | 0:3 | 1:0 | 1:0 | 2:1 | 1:0 | 3:1 |
| Chennaiyin FC       | 0:0 | 1:1 |     | 2:0 | 0:2 | 1:3 | 3:1 | 1:1 | 2:6 | 4:3 | 2:2 |
| East Bengal Club    | 0:2 | 2:1 | 0:1 |     | 1:2 | 0:2 | 1:2 | 1:0 | 0:3 | 3:3 | 2:4 |
| FC Goa              | 3:0 | 0:2 | 1:2 | 4:2 |     | 1:3 | 3:0 | 3:1 | 3:5 | 2:1 | 3:0 |
| Hyderabad FC        | 1:0 | 1:0 | 1:1 | 2:0 | 1:0 |     | 2:3 | 0:1 | 3:3 | 6:1 | 1:0 |
| Jamshedpur FC       | 0:0 | 0:3 | 2:2 | 1:3 | 2:2 | 0:1 |     | 0:1 | 1:2 | 1:0 | 2:3 |
| Kerala Blasters FC  | 2:5 | 3:2 | 2:1 | 3:1 | 3:1 | 0:1 | 3:1 |     | 0:2 | 2:0 | 1:0 |
| Mumbai City FC      | 2:2 | 4:0 | 2:1 | 0:1 | 4:1 | 1:1 | 1:1 | 4:0 |     | 4:0 | 2:0 |
| NorthEast United FC | 1:0 | 1:2 | 3:7 | 1:3 | 2:2 | 0:3 | 0:2 | 0:3 | 1:3 |     | 1:3 |
| Odisha FC           | 0:0 | 1:0 | 3:2 | 3:1 | 1:1 | 3:1 | 0:2 | 2:1 | 2:4 | 2:1 |     |

## Torschützenliste
Saisonende 2022/23
| Platz | Spieler               | Mannschaft          | Tore |
| ----- | --------------------- | ------------------- | ---- |
| 1.    | Diego Maurício        | Odisha FC           | 12   |
| 1.    | Cleiton Silva         | East Bengal FC      | 12   |
| 3.    | Jorge Pereyra Díaz    | Mumbai City FC      | 11   |
| 3.    | Iker Guarrotxena      | FC Goa              | 11   |
| 5.    | Lallianzuala Chhangte | Mumbai City FC      | 10   |
| 5.    | Dimitris Diamantakos  | Kerala Blasters FC  | 10   |
| 5.    | Bartholomew Ogbeche   | Hyderabad FC        | 10   |
| 8.    | Abdenasser El Khayati | Chennaiyin FC       | 9    |
| 8.    | Dimitri Petratos      | Mohun Bagan AC      | 9    |
| 8.    | Noah Sadaoui          | FC Goa              | 9    |
| 11.   | Wilmar Jordán Gil     | NorthEast United FC | 8    |
| 11.   | Petar Slišković       | Chennaiyin FC       | 8    |
| 11.   | Greg Stewart          | Mumbai City FC      | 8    |

## Hattricks
Stand: Saisonende 2022/23
| Spieler               | Verein         | Gegnerischer Verein | Ergebnis | Datum             |
| --------------------- | -------------- | ------------------- | -------- | ----------------- |
| Dimitri Petratos      | Mohun Bagan AC | Kerala Blasters FC  | 5:2 (A)  | 16. Oktober 2022  |
| Abdenasser El Khayati | Chennaiyin FC  | NorthEast United FC | 7:3 (A)  | 10. Dezember 2022 |
| Bartholomew Ogbeche   | Hyderabad FC   | FC Goa              | 3:1 (A)  | 5. Januar 2023    |
| Iker Guarrotxena      | FC Goa         | East Bengal Club    | 4:2 (H)  | 26. Januar 2023   |

## Zuschauerzahlen
| Platz | Mannschaft          | Gesamt- zuschauerzahl | Höchste Zuschauerzahl | Niedrigste Zuschauerzahl | Durchschnittliche Zuschauerzahl |
| ----- | ------------------- | --------------------- | --------------------- | ------------------------ | ------------------------------- |
| 1.    | Kerala Blasters FC  | 278.253               | 34.984                | 18.018                   | 27.825                          |
| 2.    | Mohun Bagan AC      | 250.720               | 62.542                | 14.533                   | 25.072                          |
| 3.    | Jamshedpur FC       | 146.523               | 22.389                | 22.389                   | 14.652                          |
| 4.    | East Bengal Club    | 144.326               | 60.102                | 1.982                    | 14.433                          |
| 5.    | Bengaluru FC        | 113.712               | 28.001                | 5.901                    | 11.371                          |
| 6.    | FC Goa              | 102.200               | 13.123                | 7.949                    | 10.220                          |
| 7.    | Chennaiyin FC       | 87.012                | 12.719                | 5.248                    | 8.701                           |
| 8.    | Hyderabad FC        | 71.947                | 11.834                | 2.127                    | 7.195                           |
| 9.    | Odisha FC           | 61.975                | 7.716                 | 4.417                    | 6.198                           |
| 10.   | Mumbai City FC      | 49.663                | 6.407                 | 3.187                    | 4.966                           |
| 11.   | NorthEast United FC | 24.573                | 8.627                 | 361                      | 2.457                           |
|       | Gesamt              | 1.330.904             | 62.542                | 361                      | 12.099                          |

## ISL Play-offs

### K.o.-Spiele
| Datum        |                | Ergebnis  |                    |
| ------------ | -------------- | --------- | ------------------ |
| 3. März 2023 | Bengaluru FC   | 1:0 n. V. | Kerala Blasters FC |
| 4. März 2023 | Mohun Bagan AC | 2:0       | Odisha FC          |

### Halbfinale
| Datum            |                | Gesamt          |                | Hinspiel | Rückspiel |
| ---------------- | -------------- | --------------- | -------------- | -------- | --------- |
| 7./12. März 2023 | Mumbai City FC | 2:2 (8:9 i. E.) | Bengaluru FC   | 0:1      | 2:1 n. V. |
| 9./13. März 2023 | Hyderabad FC   | 0:0 (3:4 i. E.) | Mohun Bagan AC | 0:0      | 0:0 n. V. |

### Finale
| Datum         |                | Ergebnis              |              |
| ------------- | -------------- | --------------------- | ------------ |
| 18. März 2023 | Mohun Bagan AC | 2:2 n. V. (4:3 i. E.) | Bengaluru FC |